# Bactris campestris
Bactris campestris är en enhjärtbladig växtart som beskrevs av Eduard Friedrich Poeppig. Bactris campestris ingår i släktet Bactris och familjen Arecaceae. Inga underarter finns listade i Catalogue of Life.